# Janez Janžekovič
Janez Janžekovič, slovenski teolog in filozof, * 4. marec 1901, Zagojiči, † 9. marec 1988, Ljubljana.
Rodil se je očetu želarju Frančišeku in materi Marjeti. Študiral je na Katoliškem inštitutu v Parizu in tam 1929 doktoriral iz teologije. 
Na Visoki bogoslovni šoli v Mariboru je v letih 1933−1941 predaval filozofijo. Po letu 1938 je predaval na Teološki fakulteti v Ljubljani, kjer je 1967 postal redni profesor. Posvečal se je teološkim, družbenim in filozofskim vprašanjem, zlasti spoznavoslovju, etiki in teodiceji, preučeval filozofijo Aleša Ušeničnika, Franceta Vebra, S. Zimmermanna, Pascala, Émila Meyersona, Henrija Bergsona, Mauricea Blondela, Gabriela Marcela, Theillarda de Chardina, Jeana-Paula Sartra, Mihaila A. Leonova, M. M. Rosenthala, vprašanje narodnosti, analiziral je ideologijo nacizma in opozoril na njegovo nevarnost. Po 2. svetovni vojni je med prvimi začel dialog z marksisti in socializem pojmoval kot krščanstvu najbližji družbeni red.

## Dela (knjige)
- Smisel življenja, 1966, 2001-2.izd.
- Gabriel Marcel in njegovo delo, 1971
- Krščanstvo in socializem: od prepira do razgovora, 1976
- Domoljubni spisi: Vebrova filozofija, 1977
- Misleci, 1977
- Maurice Blondel kot človek in mislec, 1978
- Razprave, 1978
- Filozofski leksikon, 1981
- Postružka. Socializem, modroslovje, življenje, 1985
- o njem: Mislec in kolesja ideologij: filozof Janez Janžekovič (zbornik, posvečen J. Janžekoviču, urednika: Janez Juhant in Vinko Potočnik)